# Conus sanguinolentus
Conus sanguinolentus é uma espécie de gastrópode do gênero Conus, pertencente a família Conidae.